# Saulzet
Saulzet é uma comuna francesa na região administrativa de Auvérnia-Ródano-Alpes, no departamento Allier. Estende-se por uma área de 9,19 km². Em 2010 a comuna tinha 388 habitantes (densidade: 42,2 hab./km²).